# Louis Gomis
Louis Gomis (* 3. Dezember 1974 in Dakar) ist ein ehemaliger senegalesischer Fußballspieler auf der Position eines Stürmers.

## Karriere

### Im Verein
Gomis begann seine Karriere beim Klub ASC Yego Dakar in seiner Heimatstadt. Über die Vereine CS Sfax und Étoile Sportive du Sahel kam er 1999 nach Belgien zum SK Lommel. Während der Saison 2000/2001 holte ihn der 1. FC Nürnberg. In dieser Saison wurde er 24 Mal in der Zweiten Liga eingesetzt und trug mit seinen 10 Toren entscheidend zum Aufstieg des Clubs bei. In der Saison 2001/02 kam er nach der Verpflichtung Paulo Rinks und dem Aufstieg Cacaus in die erste Mannschaft kaum noch zum Einsatz und erzielte in 24 Bundesligaspielen 2 Tore.
Am Saisonende wurde sein ausgelaufener Vertrag nicht mehr verlängert und er verließ den FCN mit unbekanntem Ziel. Kurz darauf schloss er sich dem MSV Duisburg an, wo er sich aber nicht durchsetzen konnte. Im August 2003 wechselte er deshalb zum belgischen Erstligisten RAEC Mons, später zu Apollon Limassol auf Zypern und zu SCO Angers. 2005 schloss er sich seinem ehemaligen Klub CS Sfax an. 2006 wechselte er in die Oberliga Nordost zu Berlin AK 07 (Berlin Ankaraspor Kulübü) und beendete dort seine Karriere.

### In der Nationalmannschaft
Für die senegalesische Nationalmannschaft bestritt er 28 Länderspiele, in denen ihm 5 Tore gelangen.